# Cesare e Galileo
Cesare e Galileo (Kejser og Galilæer), tradotto anche come Imperatore e Galileo, è un’opera teatrale del drammaturgo norvegese Henrik Ibsen, pubblicata nel 1873 e portata in scena per la prima volta a Lipsia nel 1896. Il dramma, definito dallo stesso Ibsen “un’opera storico-drammatica mondiale”, è composto di due parti, L’apostasia di Cesare e Giuliano imperatore, ciascuna delle quali si articola in cinque atti. Il dramma viene messo in scena raramente per la sua lunghezza e l’enorme numero dei personaggi, ma anche perché l’opera non ha mai veramente riscontrato il favore della critica, con l’eccezione di quella tedesca. Ambientata nell'Antica Roma tra gli anni 351 e 363, l'opera drammatizza la vita di Flavio Claudio Giuliano, l'ultimo imperatore pagano dell'impero romano, e il suo desiderio di riportare Roma alle sue radici religiosi e culturali per contrastare il dilagante cristianesimo. Il titolo si riferisce al fatto che Giuliano l'Apostata non fosse solo l'imperatore ("Cesare"), ma che la sua famiglia - almeno secondo Ibsen - vantasse origini galilee e che la sua lotta contro il cristianesimo fosse quindi una lotta contro una figura della sua stessa etnia.
Nonostante l’accoglienza tiepida di critica e pubblico, Ibsen riteneva Cesare e Galileo il suo capolavoro e discutendo la pièce con Edmund Gosse scrisse: “è una parte della mia stessa struttura mentale, quella che ho messo in questo libro. Ciò che vi dipingo, io l’ho vissuto in altra forma”. Con Cesare e Galileo di concluse la fase romantica della produzione di Ibsen, la cui opera successiva, I pilastri della società (1877), inaugurò la fase realista del teatro ibseniano.

## Trama

### Parte I: L’apostasia di Cesare
Atto I
Flavio Claudio Giuliano, cugino dell'imperatore Costantino II, vive nella corte cristiana di Costantinopoli, costantemente sorvegliato da servi e tutori. Il suo mentore è il teologo Ecebolio, che teme che il giovane aristocratico possa subire l'influenza del sofista Libanio: per far sì che non accade, Ecebolio diffonde per la città dei versi satirici contro Giuliano e ne attribuisce la paternità a Libanio. Giuliano comunque viene a sapere la verità da Agatone, figlio di un vignaiolo della Cappadocia. Agatone è un giovane buono e devoto cristiano, una cosa che lascia perplesso Giuliano: il nobile non riesce a decidersi sul cristianesimo, che viene decantato dai suoi concittadini ma che ritiene responsabile per la fine della sua amatissima cultura greca. Intanto, l'imperatore Costanzo nomina suo erede Costanzo Gallo, il fratellastro di Giuliano, ed esilia Libanio ad Atene. Giuliano chiede ed ottiene dal cugino imperatore di proseguire gli studi a Pergamo, ma all'insaputa di tutti si reca invece ad Atene.
Atto II
Ad Atene Giuliano perde velocemente interesse per le lezioni di Libanio, ma neanche i padri della chiesa Basilio Magno e Gregorio Nazianzeno riescono a portarlo a una profonda e sincera conversione al cristianesimo. Il brillante Giuliano ha intanto radunato intorno a sé un circolo di intellettuali ateniesi, con cui discute di logica e retorica. La ricerca filosofica e le domande esistenziali di Giuliano restano comunque frustrate e senza risposta, anche se il giovane è ancora deciso a scoprire quale sia la verità della vita. Dopo aver sentito parlare del pio mistico Massimo, Giuliano decide di lasciare Atene e cercare l'eremita.
Atto III
Giuliano è riuscito ad incontrare Massimo ad Efeso e il mistico è deciso a far comunicare il giovane con l’aldilà durante un misterioso simposio. Voci dall'oltretomba svelano a Giuliano il suo futuro, anche se danno indizi vaghi e confusi: una voce predice che sarà lui a fondare un regno sulla strada verso la libertà, affermando anche che la libertà e la necessità sono una cosa sola e che Giuliano farò ciò che dovrà fare. Gli appaiono quindi le visioni di due grandi apostati, Caino e Giuda Iscariota, ma la visione del terzo apostata gli è negata, dato che appartiene ancora al mondo dei viventi e Massimo si rifiuta di mostrare altro. Arrivo ad Efeso la notizia della morte di Gallo con la conseguente nomina di Giuliano al titolo di “Cesare”, erede dell’impero: in ciò il giovane vede un segno del realizzarsi della profezia sul regno che dovrà fondare.
Atto IV
In Lutezia Giuliano si rende impopolare agli occhi dell'imperatore quando una tribù locale scambia lui - e non Costantino II - per l'imperatore dell'impero romano. Per tornare nelle grazie del cugino, Giuliano accetta di sposare sua sorella Elena, figlia di Costantino il Grande. Ma Giuliano non farà in tempo a godere della vita coniugale: Elena viene avvelenata in un intrigo di corte ordito dall'imperatore e prima di morire confessa a Giuliano di essere sempre stata innamorata di Gallo e di aver cospirato contro Costanzo. I soldati di Giuliano lo convincono a marciare su Costantinopoli e reclamare il potere per sé.
Atto V
Nella regione di Vienne, Giuliano aspetta notizie su Costanzo, che giace sul suo letto di morte, e spera nel consiglio di Massimo. Dopo una lunga e sofferta riflessione, Giuliano rigetta definitivamente il cristianesimo a favore del neoplatonismo e offre un sacrificio ad Elio mentre viene proclamato imperatore.

### Parte II: Giuliano imperatore
Divenuto imperatore, Giuliano promulga leggi filo-pagane e incoraggia l'abbandono del cristianesimo per un ritorno alle radici culturali e religiose di Roma. Per quanto il messaggio di Giuliano sia uno di pace, i cristiani insorgono e distruggono numerosi templi dei pagani, i quali reagiscono violentemente a loro volta. Credendo di compiere il proprio destino, Giuliano dichiara guerra contro i Persiani, ma viene sconfitto e ucciso. L'esercito esulta per l'incoronazione di un nuovo imperatore cristiano.

## Personaggi

### L'apostasia di Cesare
- Imperatore Costantino II
- Imperatrice Eusebia
- Principessa Elena, sorella dell'imperatore
- Principe Gallo, cugino dell'imperatore
- Principe Giuliano, fratellastro di Gallo
- Memnone, schiavo etiope della guardia del corpo imperiale
- Potamone, orafo
- Focione, tintore
- Eunapio, barbiere
- Fruttivendolo
- Ufficiale della guardia
- Soldato
- Donna imbellettata
- Paralitico
- Mendicante cieco
- Agatone di Cappadocia, figlio di un vignaiolo
- Libiano, sofista
- Gregorio di Nazianzio

- Basilio di Cesarea
- Sallustio di Perugia
- Ecebolio, grammatico
- Euterio, ciambellano
- Massimo, mistico
- Leonte, questore
- Mirra, schiava
- Decenzio, tribuno
- Sintola, siniscalco
- Fiorenzo, comandante
- Severo, comandante
- Oribaso, medico
- Laipso, sottufficiale
- Varrone, sottufficiale
- Mauro, alfiere
- Voci e apparizioni soprannaturali
- Soldati, fedeli, spettatori, membri della corte, sacerdoti, allievi delle scuole, servitori, guerrieri galli, guardie

### Giuliano imperatore
- Imperatore Giuliano
- Nevitta, un generale
- Potamone, orafo
- Cesario di Nazianzo, medico dell'imperatore
- Mamertino, oratore
- Temistio, oratore
- Ursulo, gran tesoriere
- Eunapio, barbiere
- Euterio, ciambellano
- Barbara
- Ecebolio, grammatico
- Cortigiani e funzionari
- Abitanti di Costantinopoli
- Gente del corteo di Dioniso
- Ambasciatori del re d'oriente
- Servi del palazzo
- Giudici, oratori, docenti
- Popolani d'Antiochia

- Medone, commerciante
- Malco, pubblicano
- Gregorio di Nanzianzo, fratello di Cesario
- Focione, tintore
- Publia
- Ilarione, suo figlio
- Agatone di Cappadocia
- Vescovo Maris di Calcedonia
- Gente del corteo di Apollo
- Sacerdoti sacrificali
- Corteo di cristiani prigionieri
- Eracleo, poeta
- Oribaso, medico dell'imperatore
- Libanio Retore, governatore d'Antiochia
- Apollinare, poeta salmista
- Cirillo, docente
- Vecchio sacerdote del tempio di Cibele
- Cantatrici di salmi di Antiochia

- Servi del tempio
- Suonatori d'arpa e guardie di città
- Fratello minore di Agatone
- Fromentino, centurione
- Gioviano, generale
- Massimo, mistico
- Numa, augure
- Due altri auguri estruschi
- Principe Ormisda, persiano esiliato
- Ammiano, capitano
- Prisco, filosofo
- Basilio di Cesarea
- Macrina, sua sorella
- Anatolio, capo della guardia imperiale
- Disertore persiano
- Guerrieri persiani, soldati romani e greci, flautisti, ballerini, danzatrici, battellieri, donne di malaffare